# Korobov TKB-517
TKB-517 là súng trường tấn công được thiết kế bởi German A. Korobov. Nó có bề ngoài giống như khẩu AK-47. Nhưng lại có độ tin cậy cao hơn cũng như dễ dàng hơn trong việc chế tạo và lắp ráp. Giống như khẩu AK, nó được lắp với một báng súng gấp, mẫu biến thể có một nòng súng dài và nặng hơn cùng với chân chống chữ V và thậm chí có thể sử dụng dây đạn. Tuy nhiên nó không được sử dụng nhiều do quân đội của Nga quen sử dụng khẩu AK-47 hơn.

## Hình dáng
Hình dáng bề ngoài của TKB-517 hoàn toàn giống với AK-47 chỉ khác với hoạt động là nạp đạn blowback sử dụng đòn bẩy làm giảm phản lực khi bắn khiến nó trở nên chính xác và dễ sử dụng hơn. Phần thân súng được làm bằng thép ép với báng súng và tay cầm bằng gỗ.